# 李子捷
李 子捷（り ししょう、Li Zijie、1987年 - ）は、中国西安出身（籍貫は江蘇省徐州市）の仏教学者（博士 (仏教学)、駒澤大学、2018年）。西北大学（中国）歴史学院准教授。北京大学人文社会科学研究院招聘訪問学者（邀訪學者）。専門は如来蔵思想と唯識思想を中心とする東アジア仏教思想史。

## 略歴

### 学歴
籍貫は中国江蘇省徐州市。1987年7月、中国西安市碑林区に生まれる。中国で哲学修士号を取得した後、2012年に龍谷大学大学院文学研究科仏教学専攻修士課程に留学し、修士号取得。その後、駒澤大学大学院人文科学研究科仏教学専攻に進学。2018年同博士後期課程修了。博士課程の指導教員は駒澤大学の石井公成教授。

### 職歴
駒澤大学非常勤講師（仏教学特殊講義「中国仏教思想史」）、日本学術振興会（JSPS）特別研究員DC（「東アジア諸国の仏教における唯識・如来蔵思想史ー五世紀から八世紀を中心に」という研究課題）を経て、2018年度、同振興会外国人特別研究員PD（「中国5ー8世紀の如来蔵思想の根本的再評価」という研究課題）として、京都大学の船山徹教授のもとで、京都大学人文科学研究所にて博士研究員。
2020年3月より2022年4月まで、Robert H. N. Ho Family Foundation奨学生として、ロンドン大学のLucia Dolce教授のもとで、ロンドン大学東洋アフリカ研究学院（SOAS University of London）にてポスドク研究員。ロンドン大学SOAS非常勤講師（East Asian Buddhist Thought）。
2022年６月より西北大学（中国）歴史学院専任講師に就任、2023年２月に同准教授に昇任。「古代中国と外国との文化交流史」、「東アジア仏教史」、「人文学日本語」、「サンスクリット語入門」などの学部授業科目を担当。
2023年9月1日から2023年12月31日まで、北京大学人文社会科学研究院招聘訪問学者（邀訪學者）。
2023年9月に、「五世紀から九世紀の東アジア仏教における真如と種姓の思想史的研究」という課題で、中国国家社会科学基金2023年度一般項目として採択された。

### 受賞歴
- 2018年、日本学術振興会・特別研究員（DC・外国人PD）
- 2012年、公益財団法人中村元東方研究所・仏教学術振興会研究助成
- 2014年、第27回曹洞宗横浜善光寺育英生

### 家族
父に画家で西安美術学院教授の李青 (中国画家)。

## 所属学会
- 日本印度学仏教学会（JAIBS）
- 仏教思想学会
- 東アジア仏教研究会
- 国際仏教学会（IABS）
- 英国仏教学会（UKABS）
- 中国宗教学会

## 著作リスト
- 『『究竟一乗宝性論』と東アジア仏教ー五−七世紀の如来蔵・真如・種姓説の研究』（博士論文、東京：国書刊行会、2020年）[9][10]。

### 論文
- CiNii>李子捷 （日本語論文）
- Academia>https://soas.academia.edu/Zijie子捷LI李　（英語・中国語論文）